# Sinosmylus hengduanus
Sinosmylus hengduanus är en insektsart som beskrevs av C.-k. Yang 1992. Sinosmylus hengduanus ingår i släktet Sinosmylus och familjen vattenrovsländor. Inga underarter finns listade i Catalogue of Life.